# Nuoto ai Giochi olimpici intermedi - Staffetta 4x250 metri stile libero
La staffetta 4x250 metri stile libero era una delle quattro gare del programma di nuoto dei Giochi olimpici intermedi di Atene. Vi parteciparono sei nazioni, per un totale di 24 nuotatori.

## Finale
L'evento consisteva in un solo turno, che si svolse la mattina del 28 aprile 1906; in origine, la staffetta si doveva tenere il 26 aprile. Per cattive condizioni atmosferiche, venne posticipata di due giorni.
La gara terminò con la facile vittoria degli ungheresi, guidati dal suo miglior nuotatore, Zoltán Halmay; ci furono quasi 24 secondi di distacco dalla squadra tedesca, che terminò seconda.

### Risultati
| Posizione | Paese       | Nuotatori                                                       | Tempo   |
| --------- | ----------- | --------------------------------------------------------------- | ------- |
|           | Ungheria    | Henrik Hajós Zoltán Halmay Géza Kiss József Ónody               | 16'52"4 |
|           | Germania    | Ernst Bahnmeyer Max Pape Emil Rausch Oscar Schiele              | 17'16"2 |
|           | Regno Unito | Rob Derbyshire William Henry John Jarvis Henry Taylor           | ---     |
| 4         | Stati Uniti | Charlie Daniels Frank Bornamann Marquard Schwarz Joseph Spencer | ---     |
| 5         | Svezia      | Nils Regnell Harald Julin Gustaf Wretman Charles Norelius       | ---     |
| 6         | Austria     | Otto Scheff Leopold Mayer Simon Orlik Edmond Bernhardt          | ---     |